# Motor de dois cilindros em linha
Motores de dois cilindros em linha.
Motores de dois cilindros em linha é um termo em engenharia para designar os motores de combustão interna com dois cilindros alinhados. Podem ser de dois tempos ou de quatro tempos, do ciclo diesel ou ciclo de Otto.

## Sequência de ignição
Nos motores de dois tempos, onde o ciclo se completa em 360 graus, ocorre o início do tempo de ignição a cada 180 graus (360°/2 cilindros = 180°).
Nos motores de quatro tempos, onde o ciclo se completa em 720 graus, a sequência pode ocorrer de duas formas:
- nos motores onde as bielas de ambos os cilindros estão acopladas em um mesmo braço do virabrequim: nestes motores ocorre o início da ignição com intervalos regulares de 360 graus, visto que quando o primeiro cilindro está no início do terceiro tempo (expansão), o segundo cilindro esta no início do primeiro tempo (aspiração), e quando neste ocorrer a ignição, dando início à expansão, o primeiro cilindro estará iniciando a aspiração;
- nos motores onde a base de cada uma das bielas esta acoplada em lados opostos do virabrequim: nestes motores a ignição ocorre em intervalos irregulares com diferença de 180 e 540 graus. Isso ocorre porque, quando no primeiro cilindro ocorre a ignição dando início ao terceiro tempo, o segundo cilindro esta no início da compressão (segundo tempo). No momento que ocorrer a ignição no segundo cilindro o primeiro cilindro estará iniciando a expulsão dos gases da combustão (quarto tempo).

### Usos

Funcionamento de motores de quatro tempos com dois cilindros em linha.

Os motores de dois cilindros em linha são usados em motos, automóveis, barcos, pequenos caminhões, tratores e como motores estacionários. O carro mais barato do mundo, o indiano Tata Nano, usa esse tipo de motor.